# Parafia św. Stanisława Biskupa Męczennika w Siennicy
Parafia św. Stanisława Biskupa Męczennika w Siennicy – parafia rzymskokatolicka należąca do dekanatu siennickiego, diecezji warszawsko-praskiej, metropolii warszawskiej.
Proboszczem od 2022 jest ks. Jerzy Danecki.

## Historia
Siennica na mapach Polski widniała już w roku 1220, jednak spisana historia miejscowości zaczyna się w chwili erygowania parafii.
20 czerwca 1515 roku kapituła poznańska wyraziła zgodę na założenie parafii w Siennicy. Z niewiadomych powodów erekcja została odłożona na późniejsze lata. Dopiero 3 kwietnia 1528 roku bp Jan Latalski zgodził się na utworzenie parafii w Siennicy przynależnej do dekanatu liwskiego.
Parafię Siennica utworzono z okolicznych miejscowości – wsi należących do rodu Siennickich i rodu Cieszewskich.
Początkowo parafia Siennica należała do diecezji poznańskiej. Jeszcze w roku 1533 nadwiślańska strefa tej diecezji była podzielona tylko na dwa dekanaty; czerski i liwski. 
W 1603 r. na synodzie warszawskim utworzono dekanat garwoliński. Liczył on 13 parafii i objął swym zasięgiem również Siennicę.
30 kwietnia 1957 roku utworzono dekanat siennicki z siedzibą w Siennicy.
Parafia w Siennicy jest administratorem 3 kaplic:
- Kaplica Sióstr Kapucynek;
- Kaplica w domu seniora;
- Kaplica cmentarna.

Obecnie parafia św. Stanisława BM w Siennicy wraz z kaplicami jest jedną z najliczebniejszych (pod względem parafian) placówek Kościoła Rzymskokatolickiego na Mazowszu. Stało się to za sprawą pożaru jednego z dwóch kościołów w 1939 r. Od tamtego czasu obie parafie połączyły się.

## Zasięg parafii
Do parafii należą wierni z miejscowości: Bestwiny, Borówek, Boża Wola, Budy Łękawickie, Dąbrowa, Drożdżówka, Gągolina, Julianów, Kąty, Krzywica, Kulki, Lasomin, Łękawica, Nowa Pogorzel, Nowe Zalesie, Nowodwór, Nowodzielnik, Nowy Zglechów, Pogorzel, Siennica, Siodło, Strugi Krzywickie, Swoboda, Świętochy, Wiśniówka, Wojciechówka, Wólka Dłużewska, Zalesie, Zglechów, Żaków, Żakówek.